# Јукио Гото
Јукио Гото (? — 1976) био је јапански фудбалер.

## Каријера
Током каријере је играо за Kwangaku Club.

## Репрезентација
За репрезентацију Јапана дебитовао је 1930. године. За тај тим је одиграо 4 утакмице.

## Статистика
| Јапан  | Јапан   | Јапан  |
| Година | Наступи | Голови |
| ------ | ------- | ------ |
| 1930.  | 2       | 0      |
| 1931.  | 0       | 0      |
| 1932.  | 0       | 0      |
| 1933.  | 0       | 0      |
| 1934.  | 2       | 0      |
| Укупно | 4       | 0      |